# Bogdanowo (rejon święciański)
Bogdanowo – dawny zaścianek. Obecnie część Milkun na Litwie, w okręgu uciańskim, w rejonie święciańskim, w gminie Świrki.

## Historia
W czasach zaborów zaścianek w gminie Huduciszki, w powiecie święciańskim, w guberni wileńskiej Imperium Rosyjskiego
W dwudziestoleciu międzywojennym zaścianek leżał w Polsce, w województwie wileńskim, w powiecie święciańskim, w gminie Hoduciszki.
W 1931 w 4 domach zamieszkiwało 19 osób.
Od 1990 roku na niepodległej Litwie.